# 冕冠

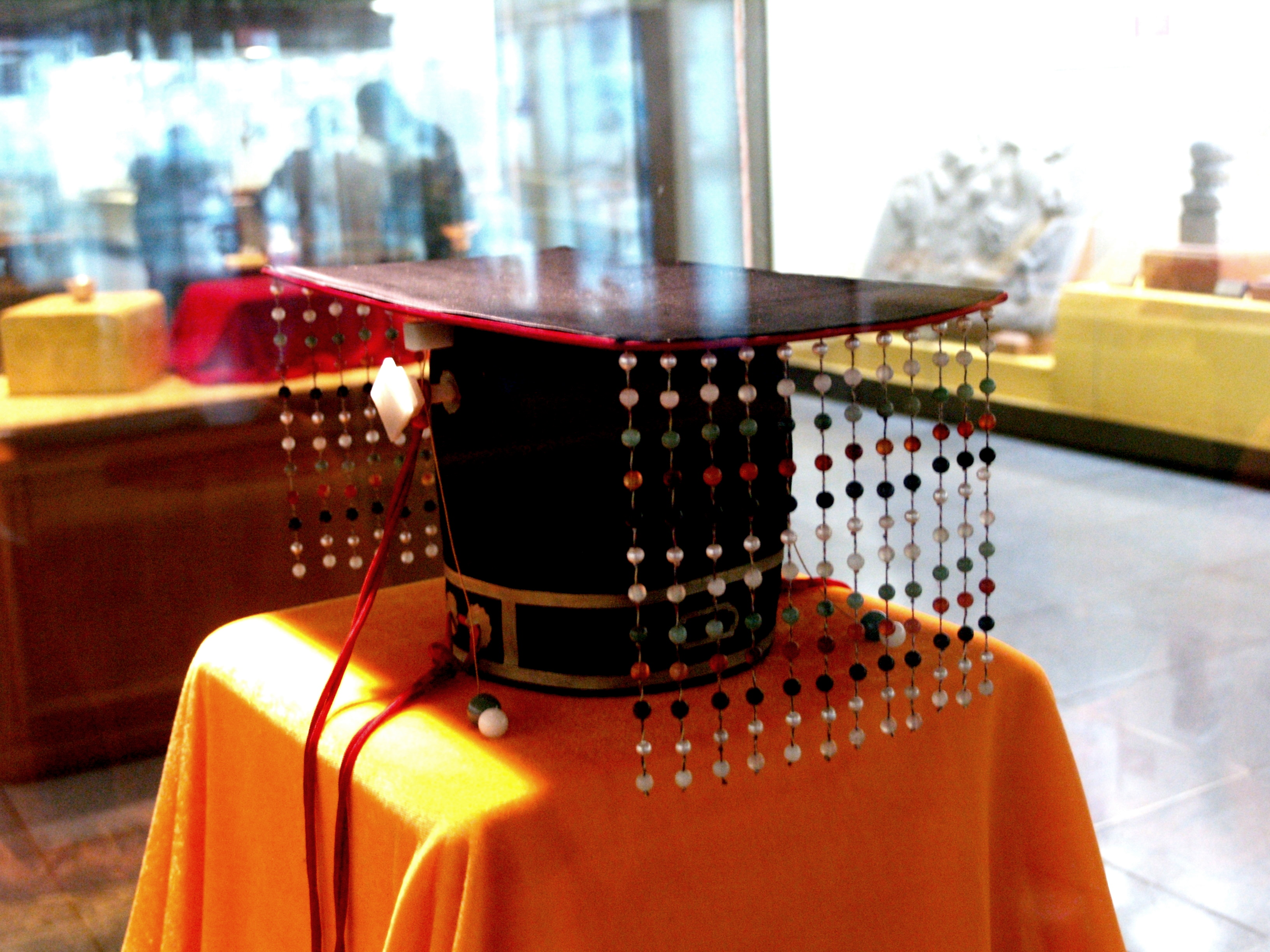
明朝定陵出土十二旒冕冠

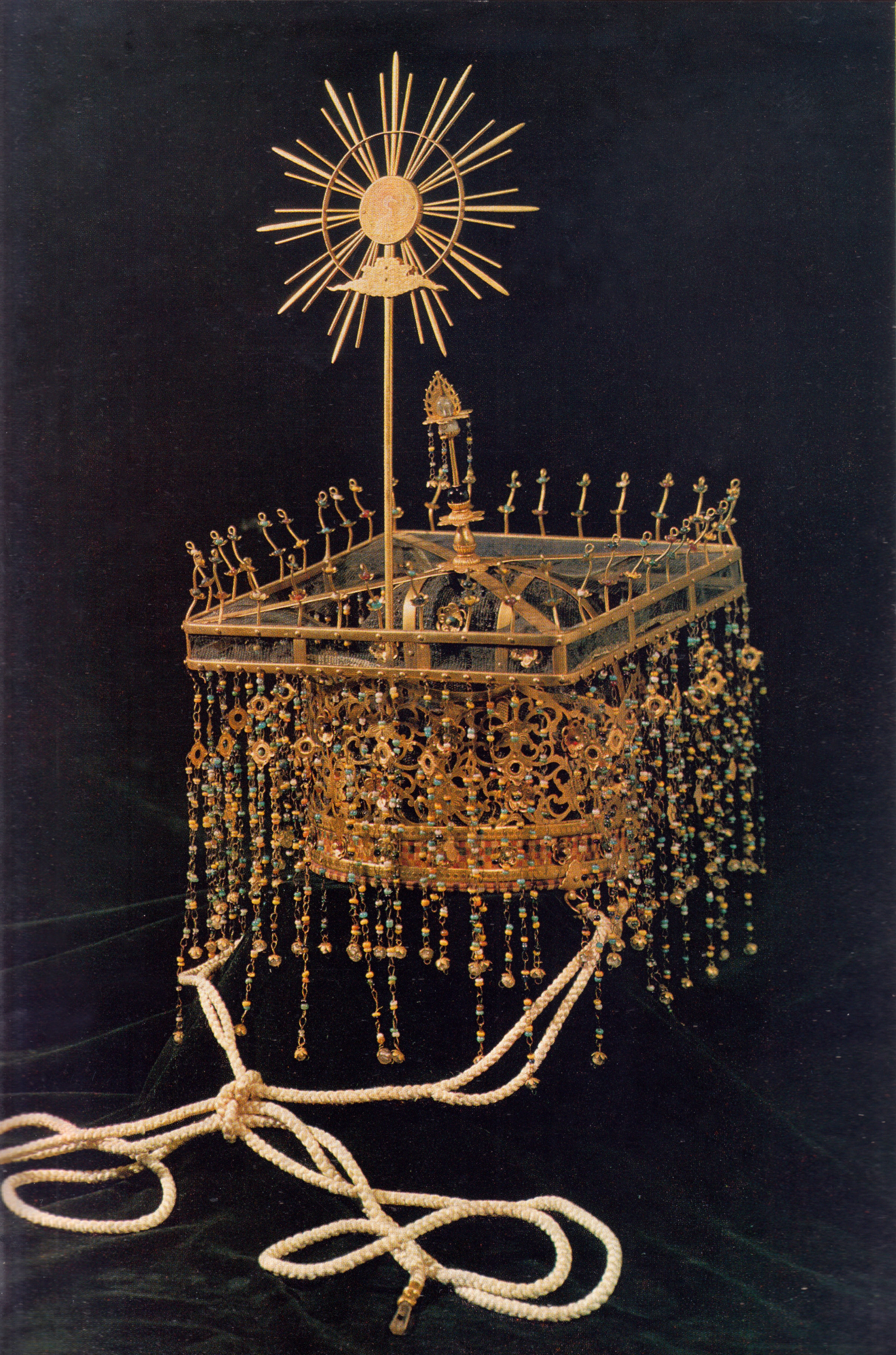
日本孝明天皇的冕冠

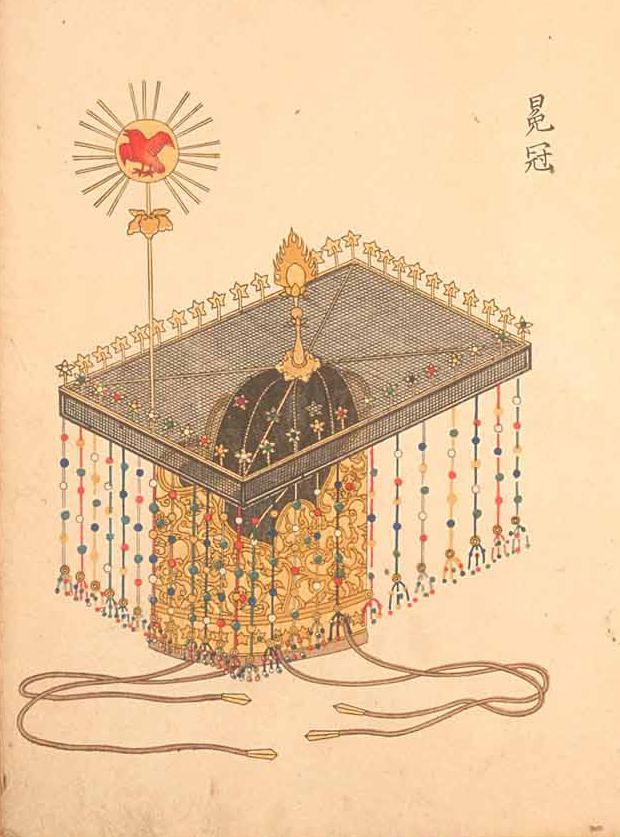
日本天皇的冕冠

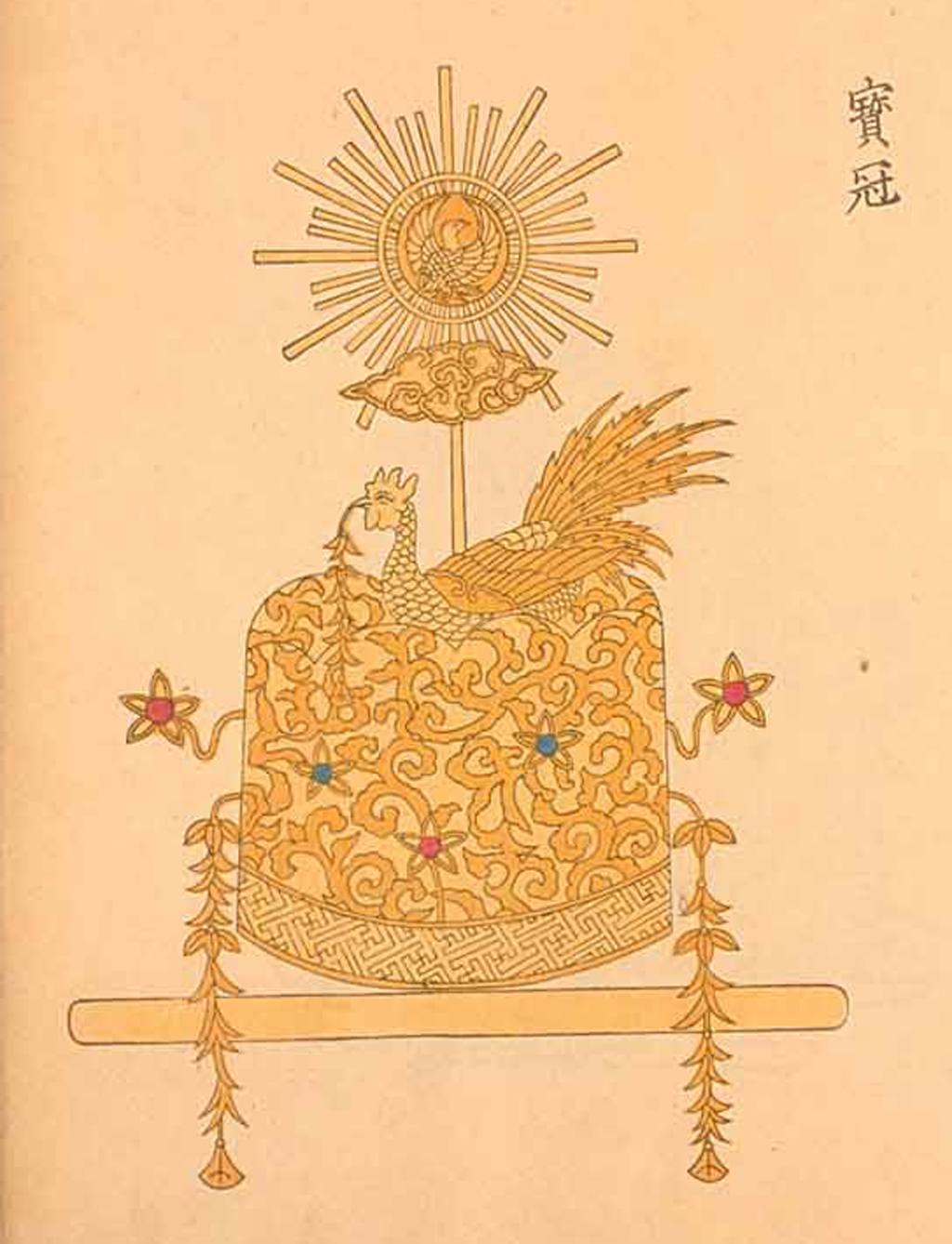
日本女性天皇的冕冠

冕冠是中國君主及部份近支皇族男性戴的一款禮冠，是登基、朝賀等正式場合配搭冕服所戴之冠。

## 冕冠历史
冕冠早期为帝王上朝时必戴的礼冠，冕旒以便遮盖帝王之龙颜。因旒在摆动过程中容易造成珠子的脱落，再加上皇帝上朝时批改文件受到影响。后期的冕冠加以修饰以方便帝王能够浏览文件，直到宋代与明代逐渐取消日常冕冠的佩戴，改为仅重大礼仪时使用，至清代被废除。

## 冕冠的構造
1. 延
2. 天河帶
3. 帽卷
4. 旒
5. 充耳(以示不聽讒言)
6. 纓
7. 武
8. 玉笄

## 明代冕冠

明代皇帝十二旒冕
明代皇太子亲王九旒冕
明代亲王世子八旒冕
明代郡王七旒冕